# Pretty in Pink
Pretty in Pink är en amerikansk romantisk dramakomedi- och tonårsfilm från 1986 i regi av Howard Deutch, med manus av John Hughes. I huvudrollerna ses Molly Ringwald, Harry Dean Stanton, Jon Cryer, Annie Potts, James Spader och Andrew McCarthy. Filmen räknas som en av Brat Pack-filmerna.

## Rollista i urval
- Molly Ringwald – Andie Walsh
- Harry Dean Stanton – Jack Walsh, Andies pappa
- Jon Cryer – Philip F. "Duckie" Dale
- Annie Potts – Iona
- James Spader – Steff McKee
- Andrew McCarthy – Blane McDonough
- Dweezil Zappa – Simon

## Musik
Filmens soundtrack har utsetts av tidskriften Rolling Stone till det elfte bästa filmsoundtracket någonsin. Bland artisterna finns New Order, Orchestral Manoeuvres in the Dark, The Smiths, INXS, Suzanne Vega och The Psychedelic Furs.

### Låtlista på soundtrack-albumet
1. Orchestral Manoeuvres in the Dark – "If You Leave"
2. Suzanne Vega med Joe Jackson – "Left of Center"
3. Jesse Johnson – "Get to Know Ya"
4. INXS – "Do Wot You Do"
5. The Psychedelic Furs – "Pretty in Pink"
6. New Order – "Shellshock"
7. Belouis Some – "Round, Round"
8. Danny Hutton Hitters – "Wouldn't It Be Good"
9. Echo & the Bunnymen – "Bring On the Dancing Horses"
10. The Smiths – "Please, Please, Please, Let Me Get What I Want"